# Сельское поселение Аксиньинское
Се́льское поселе́ние Акси́ньинское — упразднённое муниципальное образование (сельское поселение) в Ступинском районе Московской области России. Было создано в 2005 году. Включает 41 населённый пункт. Административный центр — село Аксиньино. Площадь территории сельского поселения составляет 282,17 км².

## Население
| 2006  | 2007  | 2008  | 2009  | 2010  | 2011  |
| ----- | ----- | ----- | ----- | ----- | ----- |
| 8869  | ↘7883 | ↘7850 | ↘7803 | ↘7463 | ↘7448 |
| 2012  | 2013  | 2014  | 2015  | 2016  | 2017  |
| →7448 | ↘7068 | ↘6915 | ↗7018 | ↘6907 | ↘6836 |

## Населённые пункты
В состав сельского поселения входит 41 населённый пункт: 18 сёл и 23 деревни.
| Название             | Тип     | Население, чел. (2006 год) | Почтовый индекс | ОКАТО          | Бывшая административная единица до 2006 года |
| -------------------- | ------- | -------------------------- | --------------- | -------------- | -------------------------------------------- |
| Авдотьино            | село    | 94                         | 142833          | 46 253 807 011 | Большеалексеевский сельский округ            |
| Акатово              | деревня | 0                          | 142800          | 46 253 807 008 | Большеалексеевский сельский округ            |
| Аксиньино            | село    | 591                        | 142854          | 46 253 802 001 | Аксиньинский сельский округ                  |
| Белыхино             | деревня | 4                          | 142850          | 46 253 802 012 | Аксиньинский сельский округ                  |
| Беспятово            | деревня | 331                        | 142853          | 46 253 807 015 | Большеалексеевский сельский округ            |
| Бессоново            | деревня | 5                          | 142855          | 46 253 831 010 | Мещеринский сельский округ                   |
| Благовское           | деревня | 0                          | 142853          | 46 253 807 014 | Большеалексеевский сельский округ            |
| Боброво              | деревня | 58                         | 142855          | 46 253 831 005 | Мещеринский сельский округ                   |
| Большое Алексеевское | село    | 1426                       | 142853          | 46 253 807 001 | Большеалексеевский сельский округ            |
| Большое Скрябино     | село    | 6                          | 142854          | 46 253 802 007 | Аксиньинский сельский округ                  |
| Буньково             | деревня | 0                          | 142850          | 46 253 802 004 | Аксиньинский сельский округ                  |
| Василево             | деревня | 3                          | 142853          | 46 253 807 005 | Большеалексеевский сельский округ            |
| Голочелово           | село    | 0                          | 142854          | 46 253 802 006 | Аксиньинский сельский округ                  |
| Городня              | село    | 36                         | 142856          | 46 253 831 007 | Мещеринский сельский округ                   |
| Занкино              | село    | 14                         | 142854          | 46 253 802 011 | Аксиньинский сельский округ                  |
| Зевалово             | деревня | 47                         | 142855          | 46 253 831 009 | Мещеринский сельский округ                   |
| Каменка              | деревня | 6                          | ??              | 46 253 807 013 | Большеалексеевский сельский округ            |
| Карпово              | деревня | 316                        | 142850          | 46 253 802 008 | Аксиньинский сельский округ                  |
| Ламоново             | деревня | 4                          | 142850          | 46 253 802 003 | Аксиньинский сельский округ                  |
| Лаптево              | деревня | 44                         | ??              | 46 253 807 009 | Большеалексеевский сельский округ            |
| Малое Алексеевское   | село    | 6                          | 142853          | 46 253 807 002 | Большеалексеевский сельский округ            |
| Малое Ивановское     | деревня | 7                          | 142853          | 46 253 807 012 | Большеалексеевский сельский округ            |
| Мартыновское         | село    | 37                         | 142853          | 46 253 807 016 | Большеалексеевский сельский округ            |
| Марьинка             | село    | 26                         |                 | 46 253 807 006 | Большеалексеевский сельский округ            |
| Мещерино             | село    | 5206                       | 142855          | 46 253 831 001 | Мещеринский сельский округ                   |
| Милино               | деревня | 9                          | 142853          | 46 253 807 003 | Большеалексеевский сельский округ            |
| Миняево              | деревня | 0                          | 142856          | 46 253 831 008 | Мещеринский сельский округ                   |
| Мясищево             | деревня | 0                          | 142853          | 46 253 807 018 | Большеалексеевский сельский округ            |
| Нефедьево            | село    | 11                         | 142850          | 46 253 802 002 | Аксиньинский сельский округ                  |
| Новоселки            | деревня | 9                          |                 | 46 253 831 006 | Мещеринский сельский округ                   |
| Покровское           | село    | 15                         | 142855          | 46 253 831 004 | Мещеринский сельский округ                   |
| Полупирогово         | деревня | 0                          | 142853          | 46 253 807 007 | Большеалексеевский сельский округ            |
| Радужная             | деревня | 210                        | 142820          | 46 253 807 019 | Большеалексеевский сельский округ            |
| Сапроново            | село    | 93                         | 142855          | 46 253 831 002 | Мещеринский сельский округ                   |
| Старое               | село    | 61                         | 142854          | 46 253 802 010 | Аксиньинский сельский округ                  |
| Троице-Лобаново      | село    | 14                         | 142853          | 46 253 807 010 | Большеалексеевский сельский округ            |
| Тютьково             | деревня | 25                         | 142853          | 46 253 807 017 | Большеалексеевский сельский округ            |
| Федоровское          | село    | 39                         | 142856          | 46 253 831 003 | Мещеринский сельский округ                   |
| Хомутово             | деревня | 4                          | 142854          | 46 253 802 005 | Аксиньинский сельский округ                  |
| Щапово               | село    | 111                        | 142850          | 46 253 802 009 | Аксиньинский сельский округ                  |
| Ярцево               | деревня | 1                          | 142853          | 46 253 807 004 | Большеалексеевский сельский округ            |

## Комментарии
1. ↑  В перечне ошибочно указана как Васильево
2. ↑  В перечне ошибочно указано как деревня